# Paulinus von Mailand
Paulinus von Mailand war Diakon sowie Sekretär und Biograf des Bischofs Ambrosius von Mailand.

## Leben
Paulinus war Diakon und Sekretär von Ambrosius, bevor er in Nordafrika als Verwalter für Kirchengut diente. Dort verfasste er den zeitgenössischen Bericht über das Leben des Ambrosius vermutlich im Jahre 422 auf Veranlassung des Augustinus von Hippo.

## Gegen die Pelagianer
Im Jahr 411 widersetzte sich Paulinus dem Theologen Caelestius, ein Vertreter des Pelagianismus. Er stellte sechs Thesen auf, die die pelgianischen Ansichten als Häresie herausstellten. Caelestius gab den Versuch auf, Presbyter in Karthago zu werden, und ging nach Ephesos. 417 wurde Paulinus nach Rom berufen, um sich zu rechtfertigen.

## Werk
- Vita sancti Ambrosii